# Xã Scioto, Quận Pickaway, Ohio
Xã Scioto (: Scioto Township) là một xã thuộc quận Pickaway, tiểu bang Ohio, Hoa Kỳ. Năm 2010, dân số của xã này là 9.933 người.